# Bill Burlison
Billy Dean Burlison (ur. 15 marca 1931 w Wardell, zm. 17 marca 2019 tamże) – amerykański polityk, członek Partii Demokratycznej.

## Działalność polityczna
W okresie od 3 stycznia 1969 do 3 stycznia 1981 przez sześć kadencji był przedstawicielem 10. okręgu wyborczego w stanie Missouri w Izbie Reprezentantów Stanów Zjednoczonych.